# Rhyssemus balteatus
Rhyssemus balteatus är en skalbaggsart som beskrevs av Rudolph Petrovitz 1966. Rhyssemus balteatus ingår i släktet Rhyssemus och familjen Aphodiidae. Inga underarter finns listade i Catalogue of Life.